# جبل ياي
جبل ياي (باليابانية: 八重岳، بلغة كونيغامي: Yē-dakī، بلغة أوكيناوا: Yē-daki) ويعرف أيضاً باسم جبل ياي داكي أو ياي-تاكي، جبل في موتوبو في جزيرة أوكيناوا وهو أعلى جبل على شبه جزيرة موتوبو، يقع على ارتفاع 453.4 م (1،487 قدم 6 1⁄2 بوصة). بُنيت قلعة ناكيجين وقلعة ناغو في القرن الرابع عشر على مقربة منه، وقد اُستُخدمّ الجبل نفسه كموقع دفاعي ياباني كبير خلال معركة أوكيناوا. يشتهر اليوم بمهرجان زهر الكرز السنوي (桜祭り، ساكورا ماتسوري) الذي يقام في مارس.